# 坎钱普尔
坎钱普尔（Kanchanpur），是印度特里普拉邦Dhalai县的一个城镇。总人口7678（2001年）。

## 人口
该地2001年总人口7678人，其中男性4020人，女性3658人；0—6岁人口797人，其中男406人，女391人；识字率82.57%，其中男性为86.07%，女性为78.73%。